# Ценобий (альгология)
Цено́бий (лат. coenobium, от др.-греч. κοινό-βιος — совместная жизнь, общежитие), в альгологии — скопление одноклеточных организмов, не имеющее системной целостности, аггрегационных межклеточных связей и сколько-нибудь существенной дифференциации клеток. В отличие от многоклеточного организма (бластемы) ценобий нельзя рассматривать как надклеточную функционально единую совокупность, а потому он не может выступать в качестве биологической единицы, в качестве таковых в случае ценобия по-прежнему выступают отдельные составляющие его клетки.
Клетки в ценобиях могут удерживаться вместе путём смыкания или срастания, а также за счёт общих стенок материнских клеток или их остатков, нередко расплывающихся в слизь, как это происходит, к примеру, у водорослей рода Диктиосфериум (Dictyosphaerium). В случае разрыва внешней клеточной оболочки может произойти распад ценобия на отдельные одноклеточные организмы либо на отдельные меньшие ценобии.
У некоторых водорослей наблюдается образование из отдельных ценобиев сложных структур, называемых синценобиями (лат. syncoenobium).
Образование ценобиев наблюдается как у цианобактерий (например, рода Gloeocarpa), так и у многих зелёных водорослей. Особенности расположения клеток внутри ценобия и способы их соединения друг с другом являются важными диагностическими признаками для целей систематики.